# Llangollen and Corwen Railway

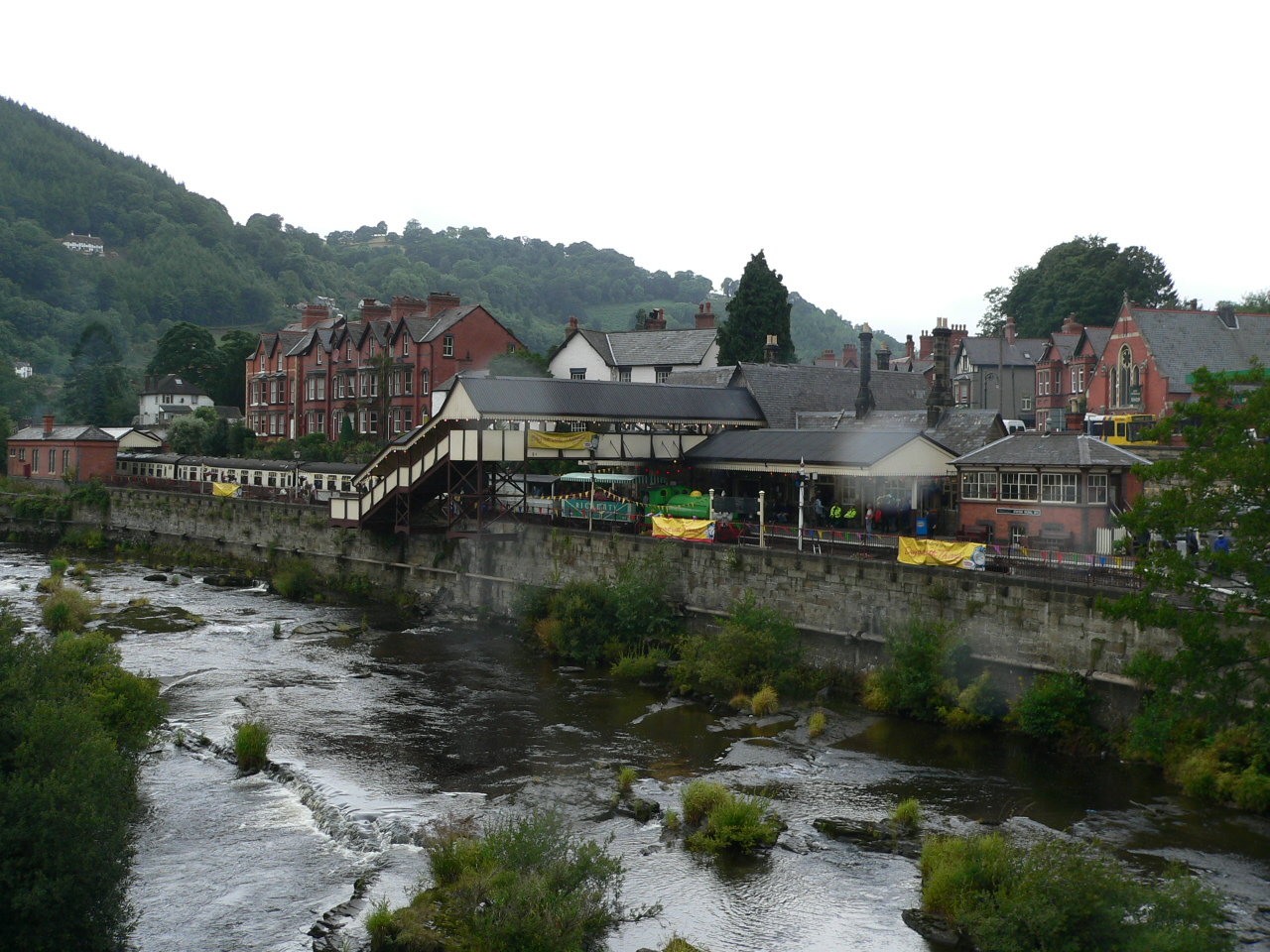
Bahnhof Llangollen, 2005

Die Llangollen and Corwen Railway war eine britische Eisenbahngesellschaft in Denbighshire in Wales.

## Geschichte
Die Llangollen and Corwen Railway wurde am 6. August 1860 gegründet. Sie bildete die Fortsetzung der Bahnstrecke der Vale of Llangollen Railway von Ruabon nach Llangollen. Die 15,5 Kilometer lange Strecke der Gesellschaft führte durch das Tal des Dee von Llangollen nach Corwen. Die Planung der Strecke erfolgte durch Thomas Brassey.
Aber der Eröffnung am 1. Mai 1865 erfolgte der Betrieb durch die Great Western Railway. Am 7. August 1896 übernahm diese die Llangollen and Corwen Railway.
Die Strecke wurde am 13. Dezember 1964 im Rahmen der Beeching-Axt stillgelegt. Ab 1975 begann eine Gruppe von Freiwilligen mit dem Wiederaufbau als Museumsbahn. Die Llangollen Railway befährt derzeit die Strecke zwischen Llangollen und Corwen.